# D 525 (Türkei)
Die Straße D 525 (Devlet yolu 525) ist eine 106 km lange Straße in der Türkei. Sie erschließt zahlreiche antike Stätten wie Herakleia am Latmos, Euromos, Priene, Didyma und Milet. 

## Verlauf
Die Straße zweigt in Ortaklar von der D 550 und der Autobahn Otoyol 31 (Europastraße 87) ab und führt nach Söke. Dort zweigt die D 515 in den Küstenort Kuşadası ab. Die D 525 quert die Flussebene des Großen Mäander (Büyük Menderes; der antike Latmische Meerbusen) und verläuft am See Bafa Gölü südlich vorbei. Sie führt weiter nach Südosten durch den Tunnel Karacabel Tüneli nach Milas, wo sie an der D 330 endet.